# Circuit du Trésor
Le circuit du Trésor est une modalité de financement utilisée par l'État français entre les années 1940 et les années 1960. Le Trésor public disposait alors d'un circuit de financement organisé par le biais, d'une part, de dépôts de capitaux sur son compte à la Banque de France par les institutions publiques françaises (les correspondants du Trésor), et d'autre part, de l'obligation pour les banques françaises d'acheter des titres de dette publique.  
Si ce système a permis à l’État de capter facilement des capitaux de court terme nécessaires à son endettement, la propension du circuit à générer de l'inflation, l'augmentation importante des déficits publics et l'abondance de capitaux de long terme sur les marchés financiers ont conduit à le rendre déficient. Passé au second plan à partir des années 1960, le circuit du Trésor en tant que tel a été démantelé, quoique le Trésor continue de capter les dépôts des correspondants et de s'en servir pour financer le déficit public de la France. 

## Histoire

### Une création du régime de Vichy
Durant la Première Guerre mondiale, un système tel que le Trésor réussisse à capter l'épargne des correspondants du Trésor et à l'employer pour financer le déficit public est mis en place. En 1936, Vincent Auriol, ministre des Finances du Front populaire, constate la fragilité du système de financement des déficits publics de la France et que le renouvellement de la souscription aux bons du Trésor n'est jamais garanti. La crainte de ne pouvoir financer le déficit traverse le régime de Vichy. Ce dernier met en place vers 1940 le circuit.
L'occupation de la France par l'Allemagne du fait de la Seconde Guerre mondiale laisse l'État français exsangue, posant avec force la question des moyens de financement de l'économie française. L'étroitesse des marchés financiers de l'époque empêche à l’État de s'approvisionner en capitaux dans les proportions nécessaires. Le ministère des Finances met alors en place une architecture économique appelée « circuit du Trésor ». Entre 1940 et 1944, 490 milliards de francs français de bons du Trésor sont émis et achetés, notamment par des institutions financières, permettant au Trésor de drainer l'épargne disponible. La Caisse des dépôts et consignations est le premier acheteur de titres de dette publique.
La captation par le Trésor de dépôts déjà présents dans l'économie doit permettre à l’État d'éviter de recourir au financement monétaire de la Banque de France. Cette dernière pouvait faire des avances à l’État (avances de la Banque de France), mais leur montant était encadré par le Parlement français car elles pouvaient générer de l'inflation. De plus, le relèvement du plafond des avances de la banque centrale requérait un vote du Parlement, considéré comme humiliant pour le gouvernement en place.

### Une utilisation à la Libération pour pallier le manque de capitaux
Lorsque la Libération a lieu, le circuit du Trésor fonctionne toujours : en 1945, 66 % des actifs financiers détenus par les banques environ sont des bons du Trésor, contre 82 % en septembre 1941. Le Trésor ne peut se tourner vers les marchés financiers pour financer la reconstruction de l'économie, car ceux-ci sont peu profonds et souffrent d'une inadéquation entre des fonds massifs de court terme et des fonds plus rares pouvant être investis à long terme. François Bloch-Lainé, qui dirige le Trésor à partir de 1947, écrit plus tard que « sur toute la période, [...] le marché financier ne pouvait subvenir seul à l'effort d'équipement qu'on avait décidé de faire ».
Les déficits budgétaires se traduisent par des avances du Trésor public, qui sont utilisés comme de la monnaie dans le système économique, générant ainsi de l'inflation. L'objectif du circuit du Trésor est ainsi de capter la masse monétaire que le déficit crée en se reposant sur les correspondants du Trésor, ou en drainant l'épargne des particuliers par le biais de ventes aux banques de titres de dette publique ; aussi, les banques étant publiques depuis leur nationalisation, elles doivent déposer leur trésorerie sur le compte du Trésor public. Toutefois, la fin de la guerre et le retour à la normale sur les marchés financiers rendent les titres de la dette publique moins attractifs, et les banques décaissent des bons du Trésor à hauteur de 50 milliards de francs en 1946.
Afin de lutter contre l'inflation que connaît la France à cause de sa politique de crédit, une loi adoptée en 1948 oblige les établissements bancaires à détenir une partie importante des titres de dette de la France dans leur portefeuille de liquidités. Cela permet de boucler partiellement le circuit du Trésor, car les déficits peuvent alors être comblés non plus par de la création monétaire, mais par de l'épargne des banques. La part des bons du Trésor qu'elles détiennent ne peut descendre en deçà d'un « plancher » déterminé par la loi, qui s'exprime en proportion des dépôts détenus par les banques. 
Financé par les banques commerciales, l’État dispose d'entrées permanentes de liquidité. Ainsi, en 1955, le Trésor français est le premier collecteur de fonds du pays, avec 695 milliards de francs collectés, contre 617 pour le secteur bancaire. La contrepartie de ce système est de renforcer l'inflation, car l'achat par les banques de titres dette publique génère de la monnaie qui n'est pas stérilisée par le Trésor, ce qui diminue le pouvoir d'achat des Français ; aussi, les fonds captés ne peuvent être utilisés qu'à court terme, et le Trésor est limité par la quantité de liquidités disponibles.

### Des déficiences provoquant un abandon progressif
Les conséquences économiques du circuit du Trésor conduisent à son abandon progressif. L'augmentation des dépenses publiques nécessite pour l’État de disposer de fonds de long terme, alors que le circuit du Trésor permet principalement d'obtenir de la liquidité de court terme. Aussi, le taux d'intérêt sur les bons du Trésor achetés par les correspondants ne peut être fixé sous un certain seuil qui garantit que les banques ne feront pas des pertes, ce qui s'avère handicapant. Enfin, la nécessité pour les banques de détenir un pourcentage équivalent de leurs réserves sous forme de titres de dette publique les limite et provoque chez elles un effet d'éviction à l'égard des entreprises. Des réformes sont donc menées dans les années 1960 afin de réduire le taux plancher de 95% à 25% en 1956. Il atteint 15 % en 1963, puis 5% en 1965. La réforme Debré-Haberer de 1966-1967 supprime le plancher, mettant en pratique fin au circuit du Trésor qui bouclait le système macroéconomique français.
L'augmentation des volumes échangés sur les marchés financiers permet à l’État de se tourner vers une modalité de vente des titres de dette par adjudication, c'est-à-dire par mise aux enchères, à partir de 1963. Plusieurs dispositions de la loi de 1966 aboutissent à un élargissement du marché financier, avec une ouverture aux compagnies d'assurances, aux organismes de retraite, à la Caisse nationale de crédit agricole, etc., qui permettent à l’État de se financer à moindre coût, abondamment, et sans générer d'inflation. François Bloch-Lainé, qui avait contribué à mettre en place le circuit, écrit ainsi des années plus tard que le circuit n'était plus utile « quand l'amélioration du marché des capitaux a permis à revenir à des modes de fonctionnement plus orthodoxes ». 
Toutefois, si le circuit à proprement parler ne fonctionne plus, le Trésor continue durant les décennies qui suivent d'aspirer des fonds pour abonder le trésor public français. En 1986, par exemple, le Trésor demeure le premier collecteur de fonds en France, avec 10 milliards de francs déposés par les entreprises et les particuliers,  230 milliards par les correspondants du trésor, et 120 milliards par les CCP. Ainsi, en 2021, la Cour des comptes notait dans sa note d'exécution budgétaire pour 2021 que « les dépôts des correspondants du Trésor (collectivités locales
et établissements publics nationaux principalement) ont poursuivi leur
progression (+18,7 Md€), pour atteindre un encours de près de 175 Md€.
Cette évolution contribue à accroître les ressources de financement dont
dispose l’État et permet ainsi de limiter en partie le recours aux émissions
de dette ».  
Certains mouvements de gauche radicale proposent un « retour » au circuit. Le circuit du Trésor a été adopté dans certaines anciennes colonies françaises avec des réussites diverses.  

## Fonctionnement
Le circuit du Trésor est, d'abord, comme le souligne François Bloch-Lainé, « une représentation théorique et, en quelque sorte, idéale, du fonctionnement de la Trésorerie ». Il s'agit, ensuite, d'un système qui permet à un Trésor public de faire venir à lui des masses d'argent pour financer les déficits publics.
Un État dispose de plusieurs solutions de financement en cas de déficit. Il peut mener des emprunts nationaux afin que la population lui prête les ressources nécessaires à son fonctionnement ou à un investissement. Il peut également bénéficier d'avances de la banque centrale, mais cela fait croître la masse monétaire, et donc, potentiellement, l'inflation. Enfin, il a la possibilité d'orienter de manière plus ou moins forcée l'épargne nationale privée vers des emprunts publics. Le circuit du Trésor est fondé sur ces deux dernières options. 
Le Trésor se situait au centre et en surplomb du réseau des banques et institutions financières françaises, qu'elles fussent publiques ou privées. Les membres de ce réseau sont appelés « correspondants du Trésor » lorsqu'il s'agit d'entités publiques, qui ont obligation de déposer leur trésorerie sur le compte du Trésor. Le réseau est permis par la coexistence d'un tissu bancaire divers collectant une épargne abondante : banques coopératives et mutualistes, banques de prêts à long terme, etc. Lorsque l’État signait un exercice budgétaire en déficit, il générait de fait de la monnaie (appelée « monnaie Trésor ») par le biais de ses avances à l'économie ; cela augmentait la masse monétaire en circulation dans l'économie, et générait de l'inflation. Pour que la procédure ne génère pas de l'inflation, le Trésor pouvait alors ponctionner l'épargne des correspondants du Trésor d'un montant égal. L'autre moyen d'abondement du Trésor était, lorsqu'il était en déficit, de vendre des titres de dette publique à des banques : une réglementation financière obligeait alors les banques à acheter des bons avec l'épargne de leurs clients, ce qui permettait de boucler le circuit ; mais le processus par lequel les banques achetaient les titres pouvait également générer de l'inflation lorsque cela augmentait la quantité de liquidité en circulation. Les banques étaient à cette époque contraintes d'acheter les bons du Trésor en proportion de leur portefeuille total ; il s'agissait donc d'une forme d'emprunt forcé. En achetant ces bons au Trésor, elles faisaient transiter leurs fonds vers lui ; la Direction du Trésor captait alors les dépôts considérables des banques commerciales françaises, notamment des particuliers, afin de fournir l’État en liquidités.  
Le circuit peut toutefois se dérégler et le Trésor se trouver dans l'impossibilité de trouver les ressources nécessaires pour assurer le financement qui lui est demandé, ce qui arrive à plusieurs reprises. 

## Limites

### Effet inflationniste
Le circuit du Trésor a été critiqué en interne, au sein du ministère des Finances, pour sa propension à générer de l'inflation, dont par Bloch-Lainé lui-même. Bloch-Lainé explique dans son manuel de 1960 que le seul moyen pour le circuit de ne pas être inflationniste est que le Trésor réussisse à collecter les liquidités qu'il a créées par lui-même (grâce à ses avances, en situation de déficit), et par le biais des avances et de la production de billets par la Banque de France (« le Trésor, s'il parvient à collecter par le secteur bancaire de ses opérations des sommes équivalentes à celles qu'il dépense par le secteur budgétaire, réussira à se dispenser de tout recours à l'Institut d'émission », c'est-à-dire d'un recours à la planche à billets). Or, cela n'est pas systématique.
Un effet inflationniste émerge lorsque le budget de l’État devient déficitaire. Si le Trésor acquiert un prêt auprès de la banque centrale, alors la Banque de France crédite le compte du Trésor, ce qui génère de la monnaie. Si le Trésor crédite les comptes des chèques postaux, qu'il gérait à l'image d'une banque, il créait également de la monnaie (appelée alors la « monnaie Trésor »), augmentant la masse monétaire. Si le Trésor, enfin, exige des banques qu'elles achètent des bons du Trésor pour le financer, alors ces dernières créent également de la monnaie ce faisant. 
Le seul moyen pour l'effet inflationniste de disparaître est pour le Trésor de réussir à capter l'inflation qui a été générée par ces moyens. Bloch-Lainé écrit : « Le problème qui se pose au Trésor est alors de savoir quel emploi les banques vont faire de ces liquidités qu'il vient de leur fournir. Pourront-elles et voudront-elles les employer à souscrire des bons du Trésor, seule solution permettant d'assurer la fermeture du circuit [...] ? ». Or, cela n'est pas systématique.  
De plus, les émissions de la Banque de France en papier monnaie ne font pas toujours l'objet d'une captation par le Trésor en aval : « A concurrence des sommes nettes réglées de cette façon [en monnaie de la Banque de France], le circuit n'a aucune chance de pouvoir se fermer : les signes monétaires fournis par la Banque de France à la Trésorerie sont en effet soit des billets qui vont gonfler la circulation fiduciaire, soit des moyens de change qui vont être mis en circulation à l'étranger ». Ainsi, en ce qui concerne la « la fraction du déficit réglée en billets de Banque ou en devises étrangères », « la fermeture du circuit est techniquement impossible », et exige que le Trésor détruise de la monnaie en quantité égale pour éviter l'inflation.  
Bloch-Lainé conclut que le circuit ne peut fonctionner qu'à condition que le Trésor dispose d'une « vanne d'alimentation directe en liquidités par la Banque centrale » afin de combler ses déficits ; or, ces liquidités sont elles-mêmes inflationnistes. Comme l'explique Jean-Yves Haberer dans un de ses cours des années plus tard : « il n'en aurait été différemment que si, grâce à cette élévation du [taux] plancher [d'obligations publiques détenues par le système bancaire], le Trésor avait détruit de la monnaie en se désendettant auprès de la Banque de France, ce qu'il ne faisait pas. En fait, le plancher apportait une sécurité qui favorisait une mauvaise gestion des finances publiques, laquelle était génératrice d'inflation ». 

### Effet d'éviction
L'économiste Laure Quennouëlle-Corre remarque que le circuit du Trésor, parce qu'il captait une partie importante des ressources des banques commerciales, limitait la capacité des banques à financer les entreprises et l'investissement privé. Cela produisait un « effet d'éviction des valeurs publiques sur le marché des emprunts », qui « est d'autant plus fort que l'État propose des produits avantageux fiscalement ». Ainsi, en septembre 1941 par exemple, le portefeuille des banques était à 82 % composé de bons du Trésor et à 18 % seulement de titres privés. C'est pourquoi, en 1959, Charles de Gaulle prend la décision ne plus émettre d'emprunt public afin de ne pas provoquer l'éviction des placements privés.

### Réduction de l'efficacité de la politique monétaire
L'existence d'un circuit public parallèle à celui du circuit des banques privées supervisées par la Banque de France a pour conséquence l'amoindrissement de l'efficacité de la politique monétaire menée par cette dernière. Comme l'écrit Michèle Saint-Marc dans l'Histoire monétaire de la France, 1800-1980, « l'existence de deux circuits modifie [...] les conditions de l'efficacité du contrôle monétaier. Une partie importante de la distribution du crédit et de la collecte des dépôts échappe en effet au pouvoir de la Banque centrale ».